# نابنطية
النابنطية أو السَّلْوَسِيَّات أو سلويات (الاسم العلمي: Nepenthaceae) هي فصيلة من النباتات تتبع رتبة القرنفليات من طائفة ثنائيات الفلقة.

## أجناس
- النابنط